# Гулок
Гулок (Hoolock) — рід приматів з родини Гібонові.

## Опис
Ці гібонові досягають у довжину тіла 64 сантиметрів і вагою близько 7 кілограмів. Як і всі гібонові, хулоки характеризуються тонким корпусом, довгими руками і відсутністю хвоста. Види мають однаковий розмір, але значно відрізняються забарвленням шерсті. Самці в основному чорного кольору з характерними білими бровами. Самиці, однак, мають сіро-коричневе хутро, яке може бути темнішим на грудях і шиї. Крім того, у них є білі кільця навколо очей і навколо рота.

## Поширення
Місця проживання цих тварин тропічні ліси на північному сході Індії (Ассам, Мегхалая) і М'янми; невелика залишкова кількість живе у східному Бангладеші й на південному заході Китаю (Юньнань).

## Стиль життя
Як всі інші види гібонових, хулоки є денними і деревними. Вони живуть моногамними парами, що населяють фіксовану територію. Їх пісні служать вказівкою зайнятості території. Їжа складається в основному з фруктів, крім того вони споживають листя і комах.
Після близько семи місяців вагітності в світі з'являються діти, що мають молочно-біле хутро. Приблизно через півроку воно стає чорним. Остаточного окрасу вони набувають з настанням статевої зрілості, яке відбувається у віці 8-9 років. Тривалість життя в дикій природі складає 25 років.

## Загрози та охорона
Загрозами є з одного боку втрата середовища проживання через збезлісення, з іншого боку, полювання, в основному племен Ассаму як на м'ясо так і для «традиційної медицини».